# Peter Kráľ
Peter Kráľ (* 12. dubna 1953) je bývalý slovenský fotbalový brankář

## Fotbalová kariéra
V československé lize hrál za ZVL Žilina. Nastoupil v 15 ligových utkáních.

## Ligová bilance
| Ročník                                   | Zápasy | Góly | Minuty | Nuly | Klub       |
| ---------------------------------------- | ------ | ---- | ------ | ---- | ---------- |
| 1. československá fotbalová liga 1976/77 | 5      | 0    | 346    | 0    | ZVL Žilina |
| 1. československá fotbalová liga 1977/78 | 10     | 0    | 900    | 3    | ZVL Žilina |
| CELKEM                                   | 15     | 0    | 1 246  | 3    |            |